# Idaea epicyrta
Idaea epicyrta là một loài bướm đêm trong họ Geometridae.